# جي. دارسي بولتن
جي. دارسي بولتن هو محامي وقاضي كندي، ولد في 20 مايو 1759 في Moulton, Lincolnshire ‏ في المملكة المتحدة، وتوفي في 21 مايو 1834 في تورونتو في كندا.